# Ewald Rumpf
Ewald Rumpf (* 6. Oktober 1943 in Posen) ist ein deutscher Psychologe und Bildhauer.

## Ausbildung
Rumpf ging von 1949 bis 1963 in Flensburg, München und Nürnberg zur Schule. In Nürnberg besuchte er das Konservatorium und war von 1963 bis 1965 Violinist bei den Fränkischen Symphonikern.
An der Universität Erlangen studierte er von 1965 bis 1969 Musikwissenschaft und indogermanischen Sprachwissenschaft. Von 1969 bis 1971 war Rumpf Assistent im Forschungsinstitut GfK Nürnberg für psychologische Marktforschung. 1972 wurde er Hochschullehrer für Psychologie an der Universität Kassel. 1979 promovierte er sich in Philosophie. 1979 wurde er zum Professor (FH) durch den hessischen Ministerpräsidenten ernannt. Von 1979 1981 war er Gastprofessor für Psychologie an der „Ecole Nationale des Affaires Sociales“ in Jaunde. Seit 1981 ist er wieder Professor an der Universität Kassel. Zwischen 1986 und 1993 gab Rumpf mehrere Kammerkonzerte in Hessen.

## Hochschullehrer
Rumpf ist seit 1972 an der Universität Kassel Professor für Psychologie. Rumpfs Fachgebiet bezieht sich auf die psychologische Deutung von Mythen, Märchen und Träumen. Rumpf hat mehrere Bücher über die psychologische Interpretation von griechischen Mythen veröffentlicht. Er hält Vorträge über Psychologie, Musik und Kunst und gibt zudem Bildhauer-Workshops.

## Bildhauer

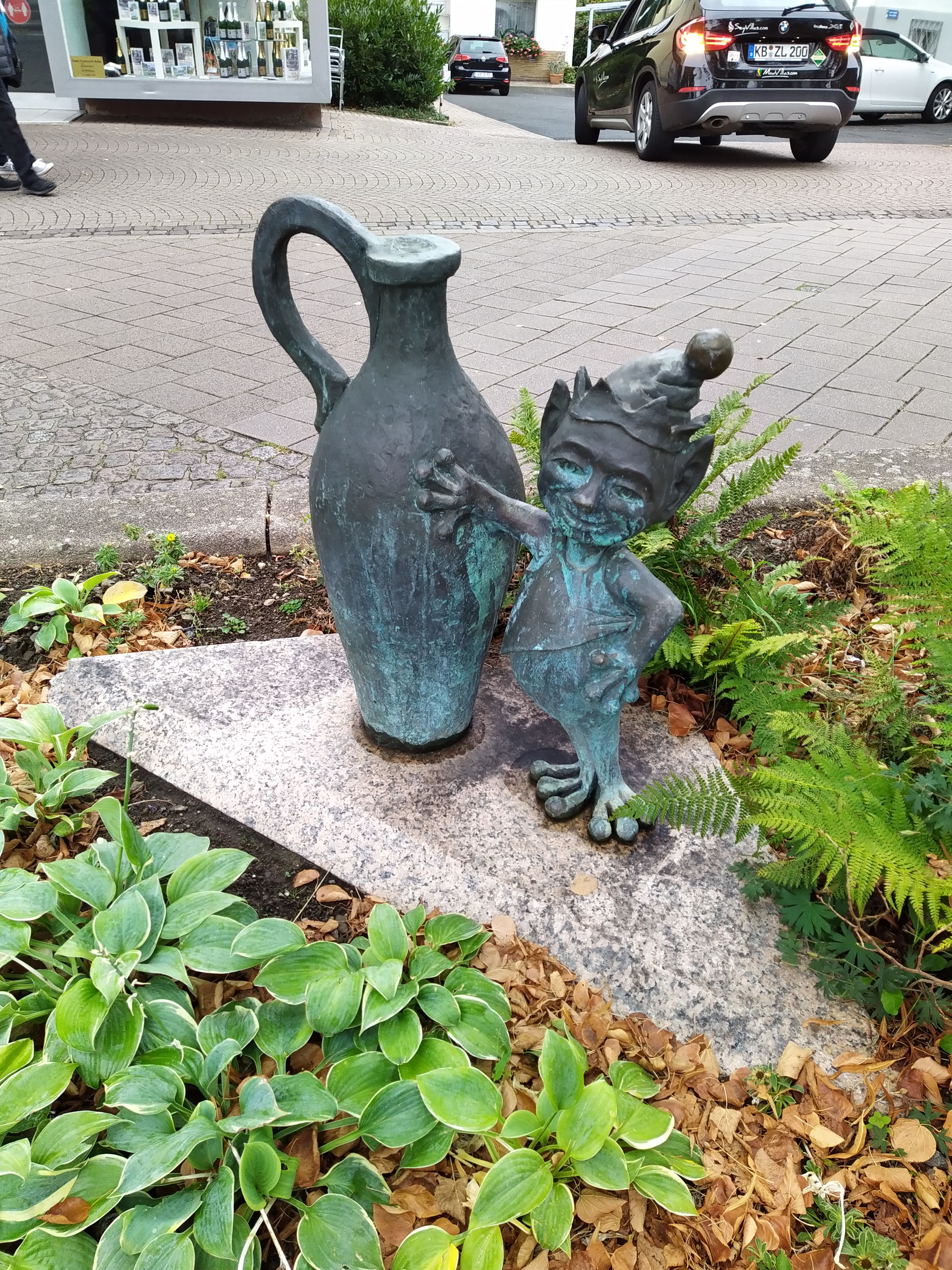
Skulptur „Schluten“ in Bad Wildungen, 2004

Rumpf arbeitet künstlerisch seit 1989 als Bildhauer. Ausgehend von der Pop Art verbindet er formale Eigenheiten mit einem typisch osteuropäischen Symbolismus.
Er schuf lebensgroße Bronzeplastiken auf den Marktplätzen von Homberg, Rotenburg an der Fulda, Beiseförth und Obermelsungen aus Bronze, Beton und Keramik. 2018 modellierte er auf dem Marktplatz Homberg seine Tonfigur Isolde aus dem Ton der Tongrube Krug in Remsfeld.
Plastiken von Rumpf verzieren öffentliche Plätze in Nürnberg, München und Vattaro in Italien.
Er lebt in Remsfeld, Ortsteil der Gemeinde Knüllwald in Nordhessen.

## Zitate
„Wenn ich mit Ton arbeite, erschaffe ich die Figuren immer erstmal nackt. Kleidung kommt dann später hinzu, um die Konturen des Körpers besser treffen zu können.“

„Ich probiere mich auch am Malen, aber für das Dreidimensionale habe ich eher eine Begabung.“

## Künstlerische Werke im Öffentlichen Raum
- Landgraf Philipp. Homberg
- Brüderchen und Schwesterchen, Homberg
- Die Besenfrau, Homberg

## Ausstellungen
- 1998: Galerie: Reiter + Thurn, Nürnberg
- 2004: La Galleria, Fürth
- 2005: La Galleria, Fürth

## Psychologische Fachliteratur
- Das Muttertrauma in der griechischen Mythologie: Eine psychologische Interpretation der Theogonia von Hesiod (Europäische Hochschulschriften – Reihe XV); Peter Lang Vlg. Frankfurt am Main, 1985.
- Eltern-Kind-Beziehungen in der griechischen Mythologie (Europäische Hochschulschriften – Reihe XV); Peter Lang Vlg. Frankfurt am Main, 1985.
- Eine Welt ohne Kriege: ein Manifest. Bookrix; München 2016.